# رابرت نیسبت (ورزشکار)
رابرت نیسبت (انگلیسی: Robert Nisbet; ۲۳ نوامبر ۱۹۰۰ – ۱۳ سپتامبر ۱۹۸۶) قایقران روئینگ اهل بریتانیا بود.